# براودمدوز، ویکتوریا
براودمِدُوز (به انگلیسی: Broadmeadows) یک منطقهٔ مسکونی در استرالیا است که در City of Hume واقع شده‌است.